# Seznam naselij v Sloveniji (E)
Seznam naselij v Sloveniji, imena na E.
Seznam naselij:
A
Ba
Br
C
Č
D
E
F
Ga
Gr
H
I
J
Ka
Kr
L
M
N
O
Pa
Pog
R
Sa
Sr
Š
T
U
V
Z
Ž

## Seznam
| Slika                     | Ime naselja | Občina | Poštna številka | Pošta   |
| ------------------------- | ----------- | ------ | --------------- | ------- |
| Klikni za spremembo slike | Elerji      | Koper  | 6281            | Škofije |
| Klikni za spremembo slike | Erzelj      | Vipava | 5271            | Vipava  |